# Osthimosia
Osthimosia är ett släkte av mossdjur. Osthimosia ingår i familjen Celleporidae.
Släktet Osthimosia indelas i:
- Osthimosia amplexa
- Osthimosia ansata
- Osthimosia armatissima
- Osthimosia avicularis
- Osthimosia benemunita
- Osthimosia bicornis
- Osthimosia clavata
- Osthimosia claviformis
- Osthimosia curtioscula
- Osthimosia eatonensis
- Osthimosia erecta
- Osthimosia fusticula
- Osthimosia glomerata
- Osthimosia imperforata
- Osthimosia magna
- Osthimosia malingae
- Osthimosia mamillata
- Osthimosia mariae
- Osthimosia milleporoides
- Osthimosia monilifera
- Osthimosia mysterium
- Osthimosia notialis
- Osthimosia parasitica
- Osthimosia parvula
- Osthimosia phalacrocoraca
- Osthimosia pustulata
- Osthimosia rogicki
- Osthimosia rudicula
- Osthimosia rudis
- Osthimosia signata
- Osthimosia simonensis
- Osthimosia sirena
- Osthimosia socialis
- Osthimosia turrita
- Osthimosia virgula